# Xylococculus betulae
Xylococculus betulae är en insektsart som först beskrevs av Theodore Pergande 1898.  Xylococculus betulae ingår i släktet Xylococculus och familjen pärlsköldlöss. Inga underarter finns listade i Catalogue of Life.